# Christian Bansa
Christian Bansa est un ingénieur des mines allemand qui est conseiller étranger au Japon durant l'ère Meiji.

## Biographie
Sorti diplômé de l'académie des mines de Freiberg, il devient conseiller étranger au bureau des mines du ministère japonais des Travaux publics. Son contrat débute le 23 mai 1879 pour une période de trois ans. Il est engagé à la mine d'argent d'Innai (ja), aujourd'hui située dans la préfecture d'Akita.
La date de fin de son contrat est inconnue, les registres japonais notent qu'il y eut un renouvellement mais il n'est pas listé dans le répertoire de 1883. L'hypothèse du renouvellement est également soutenue par la présomption qu'il enseigna occasionnellement à l'université impériale de Tokyo en remplacement de Curt Netto. Il existe une photographie de lui avec une légende le décrivant comme professeur.
Après son retour en Allemagne, il devient actionnaire et directeur de la télécabine de Kerkerbach-Dingle. On suppose qu'il ait pu acheter des parts de cette entreprise, fondée en 1885 juste après son retour du Japon, grâce à l'argent gagné en tant que conseiller étranger.